# Powiat kępiński
Powiat kępiński – powiat w województwie wielkopolskim, w Polsce, utworzony w 1999 roku w ramach reformy administracyjnej. Siedzibą władz jest miasto Kępno.
W skład powiatu wchodzą:
- gminy miejsko-wiejskie: Kępno, Rychtal
- gminy wiejskie: Baranów, Bralin, Łęka Opatowska, Perzów, Trzcinica
- miasta: Kępno, Rychtal

Według danych z 31 grudnia 2019 roku powiat zamieszkiwało 56 451 osób. Natomiast według danych z 30 czerwca 2020 roku powiat zamieszkiwało 56 428 osób.

## Historia
Poprzednikiem powiatu kępiński go był powiat Kempen i. Posen, utworzony w 1887 roku z części powiatu Schildberg (ostrzeszowskiego). W ramach traktatu wersalskiego z 1919 r. terytorium powiatu trafiło w 1920 r. do państwa polskiego.
Po I wojnie światowej powiat Kempen i. Posen wszedł w skład II Rzeczypospolitej jako powiat kępiński.
23 czerwca 1920 do powiatu kępińskiego włączono:
- część śląskiego powiatu sycowskiego (Groß Wartenberg) z Niemiec:
  - gminy jednostkowe: Bałdowice (niem. Baldowitz), Bralin (niem. Bralin), Chojęcin (niem. Kojentschin), Czermin (niem. Tschermin), Domasłów (niem. Domsel), Dziadowa Kłoda (niem. Kunzendorf), Gola (niem. Gohle[5]), Koza Wielka (niem. Groß Kosel), Marcinki (niem. Märzdorf), Miechów (niem. Mechau), Mnichowice (niem. Münchwitz), Nosale (niem. Nassadel), Nowa Wieś Książęca (niem. Fürstlich Neudorf; d. pol. Nowawieś), Perzów (niem. Perschau; d. pol. Pyrzów), Pisarzowice (niem. Schreibersdorf), Słupia pod Bralinem (niem. Schlaupe), Ślizów (niem. Schleise), Tabor Mały (niem. Klein Friedrichs-Tabor), Tabor Wielki (niem. Groß Friedrichs-Tabor), Trębaczów (niem. Trembatschau) i Turkowy (niem. Türkwitz; d. pol. Turki);
  - obszary dworskie: Bałdowice (niem. Baldowitz), Bralin (niem. Bralin), Chojęcin (niem. Kojentschin), Domasłów (niem. Domsel), Marcinki (niem. Märzdorf), Miechów (niem. Mechau), Nosale (niem. Nassadel), Nowa Wieś Książęca (niem. Fürstlich Neudorf; d. pol. Nowawieś), Perzów (niem. Perschau; d. pol. Pyrzów), Pisarzowice (niem. Schreibersdorf), Ślizów (niem. Schleise) i Trębaczów (niem. Trembatschau)[6];
- część śląskiego powiatu namysłowskiego (Namslau) z Niemiec:
  - miasto Rychtal (niem. Reichthal);
  - gminy jednostkowe: Buczek (niem. Butschkau), Darnowiec (niem. Dörnberg), Drożki (niem. Droschkau; d. pol Drożki), Krzyżowniki (niem. Kreuzendorf), Proszów (niem. Proschau), Sadogóra (niem. Schadegur), Skoroszów (niem. Skorischau; d. pol. Skoroszew), Stogniewice (niem. Herzberg) i Zgorzelec (niem. Sgorsellitz);
  - obszary dworskie: Drożki (niem. Droschkau; d. pol Drożki), Gierczyce (niem. Friederikenhof, Friederika), Krzyżowniki (niem. Kreuzendorf), Mały Buczek (niem. Klein Butschkau), Ryniec (niem. Riemberg), Sadogóra (niem. Schadegur), Skoroszów (niem. Skorischau; d. pol. Skoroszew), Wielki Buczek (niem. Groß Butschkau) i Zgorzelec (niem. Sgorsellitz).

Podczas II wojny światowej okupacyjne władze niemieckie utworzyły w okupowanej Wielkopolsce powiat Kempen, który od 1941 r. funkcjonował pod nazwą Kempen (Wartheland). Po zajęciu Wielkopolski przez Armię Czerwoną obszar ponownie objęła polska administracja.

## Demografia

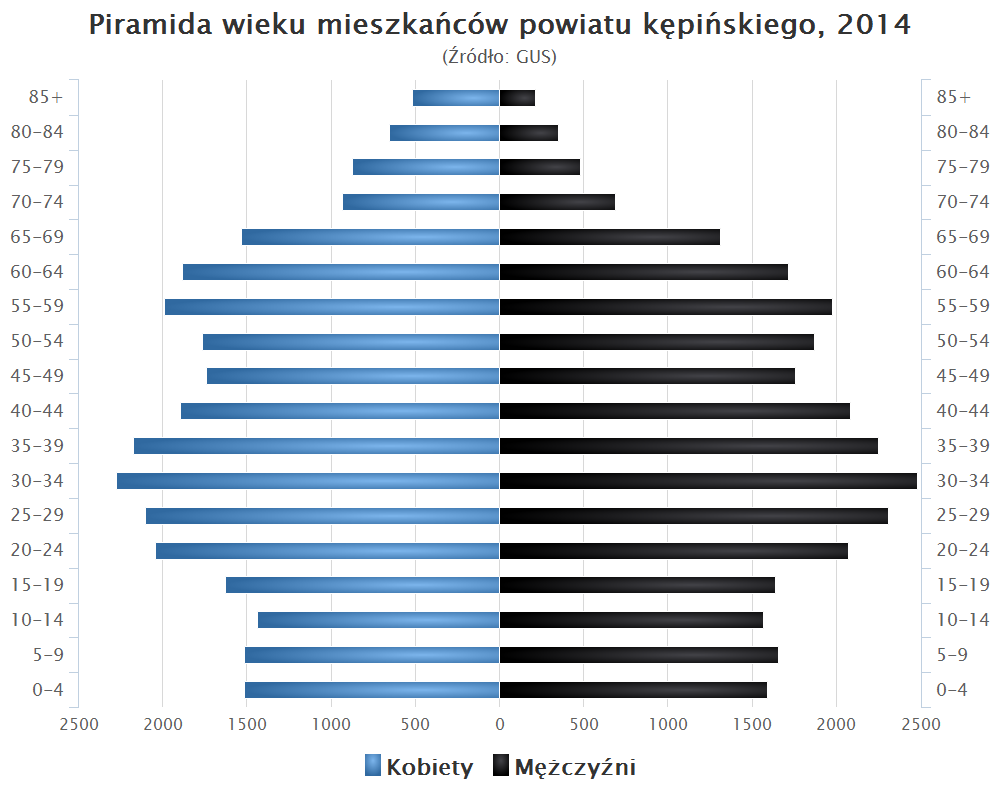
Piramida wieku mieszkańców powiatu kępińskiego w 2014 roku

Liczba ludności (dane z 31 grudnia 2009):
|        | Ogółem | Ogółem | Kobiety | Kobiety | Mężczyźni | Mężczyźni |
| osób   | %      | osób   | %       | osób    | %         |           |
| ------ | ------ | ------ | ------- | ------- | --------- | --------- |
| Ogółem | 55 903 | 100    | 28 291  | 50,61   | 27 612    | 49,39     |
| Miasto | 14 713 | 26,32  | 7734    | 13,83   | 6979      | 12,48     |
| Wieś   | 41 190 | 73,68  | 20 557  | 36,77   | 20 633    | 36,91     |

▶Wieś vs ▶miasto
Ogółem (▶k, ▶m)
Miasto (▶k, ▶m)
Wieś (▶k, ▶m)

## Rada Powiatu
| Ugrupowanie                               | 2002–2006  | 2006–2010 | 2010–2014 | 2014–2018  |
| ----------------------------------------- | ---------- | --------- | --------- | ---------- |
| Sojusz Lewicy Demokratycznej              | 3 (SLD-UP) | 1 (LiD)   | 3         | 1 (SLD LR) |
| Forum Społeczno-Gospodarcze               | 5          | 3         | 3         | 3          |
| Wspólnota Samorządowa Powiatu Kępińskiego | 4          | 6         | 2         | 3          |
| Porozumienie Samorządowe                  | 3          | 3         | 3         |            |
| Kępiński Powiatowy Blok Wyborczy 2002     | 2          |           |           |            |
| Prawo i Sprawiedliwość                    |            | 3         | 2         | 1          |
| Samoobrona                                |            | 1         |           |            |
| Polskie Stronnictwo Ludowe                |            |           | 1         | 6          |
| Platforma Obywatelska                     |            |           | 3         |            |
| Razem dla Powiatu Kępińskiego             |            |           |           | 3          |

## Charakterystyka
Pod względem geomorfologicznym położony jest w obrębie Wysoczyzny Wieruszowskiej o rzeźbie terenu mało urozmaiconej oraz w części północno-zachodniej w obrębie Wzgórz Ostrzeszowskich, wznosząc się tu na wysokość ok. 200 m n.p.m. Jest również najdalej wysuniętym na południe powiatem w Wielkopolsce

## Przyroda
Rezerwaty przyrody (4):
- Rezerwat przyrody Stara Buczyna w Rakowie
- Rezerwat przyrody Las Łęgowy w Dolinie Pomianki
- Rezerwat przyrody Oles w Dolinie Pomianki
- Rezerwat przyrody Studnica

Użytki ekologiczne:
- Użytek ekologiczny „Mokre Łąki”
- Użytek ekologiczny „Torfy”

Na terenie powiatu znajdują się 24 pomniki przyrody.

## Zabytki

### Świątynie
- synagoga w Kępnie
- kościół św. Marcina w Kępnie
- kościół ewangelicko-augsburski w Kępnie
- kościół św. Jana Nepomucena w Drożkach
- kościół św. Rocha w Proszowie
- kościół Wniebowzięcia NMP w Krzyżownikach
- kościół Męczeństwa św. Jana Chrzciciela w Rychtalu
- kościół św. Jana Nepomucena w Wielkim Buczku
- kościół w Siemianicach
- kościół w Baranowie
- kościół w Bralinie

### Pałace i dwory
- pałac w Mroczeniu
- pałac w Siemianicach
- pałac w Wielkim Buczku
- pałac biskupów wrocławskich w Skoroszowie
- dworek barokowy w Nosalach

### Ratusze
- ratusz w Kępnie
- ratusz w Rychtalu (wieś do 1934 r. posiadała prawa miejskie),

### Dzwonnice
- dzwonnica w Domasłowie

### Zespoły kamienic
- Kępno

## Gospodarka
Powiat ma charakter rolniczo-przemysłowy. Grunty orne zajmują 59%, łąki i pastwiska 13%, lasy 19%, wody 1% i tereny zabudowane 6%. Dominuje przemysł drzewny i meblarski (tzw. kępińskie zagłębie meblowe). Najważniejszym ośrodkiem powiatu jest Kępno. W czerwcu 2007 bezrobocie osiągnęło najniższy stan w Polsce (3,5%; 900 zarejestrowanych bezrobotnych) GUS.

## Transport
Jedynym węzłem kolejowym powiatu jest Kępno. Krzyżują się tu linie kolejowe:
- Ostrów Wielkopolski – Katowice
- Kępno – Wieluń
- Kępno – Oleśnica
- Kępno – Namysłów (rozebrana)

W powiecie krzyżują się także drogi krajowe i wojewódzkie:
- E67 i droga krajowa nr 8 Wrocław – Kępno – Piotrków Trybunalski
- droga krajowa nr 11 Poznań – Kępno – Bytom
- droga krajowa nr 39 Baranów koło Kępna – Łagiewniki
- droga wojewódzka nr 482 Wieruszów – Kępno – Bralin

## Sąsiednie powiaty
- ostrzeszowski
- wieruszowski (łódzkie)
- kluczborski (opolskie)
- namysłowski (opolskie)
- oleśnicki (dolnośląskie)